# Fútbol en silla motorizada

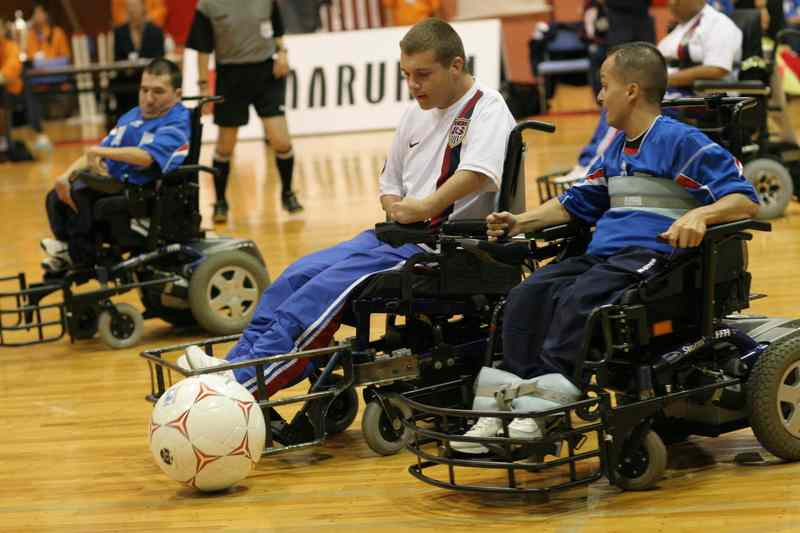
Estados Unidos contra España en la Copa Mundial de la FIPFA.

Fútbol en silla motorizada, en inglés Powerchair Football es un deporte en equipo para las personas con discapacidad que utilizan sillas de ruedas eléctricas. Se juega en un gimnasio o en una cancha de baloncesto estándar. Dos equipos de cuatro jugadores cada uno usan su silla equipada con protecciones metálicas para atacar, defender, y golpear una de pelota de fútbol de 330 mm de diámetro, intentando marcar goles.

## Historia
El fútbol en silla motorizada se jugó por primera vez en Francia en la década de 1970. Más tarde se extendió por toda Europa (Bélgica, Portugal, Dinamarca e Inglaterra) antes de que un grupo de atletas de Vancouver comenzaran a jugar una variante del juego en Canadá en 1982. El juego se trasladó hacia la costa oeste a Berkeley, California en 1988 y a través del Pacífico hasta Japón. En el 2005, representantes de nueve países se reunieron en Coímbra, Portugal y, en el 2006, en Atlanta, EE. UU. para formar la Federación Internacional de Asociaciones de Fútbol silla eléctrica (FIPFA).

## Reglas
El deporte se juega en una cancha de baloncesto de tamaño estándar y en muchos aspectos es muy similar al fútbol sala. Cada equipo tiene derecho a 4 jugadores en la cancha al mismo tiempo incluyendo el portero. Un partido consta de dos períodos de 20 minutos cada uno. Debido al aspecto de dos dimensiones de este juego (los jugadores generalmente no pueden patear la pelota en el aire), el espacio tiene que ser creado en torno a los jugadores. Las dos diferencias claras en las reglas del juego sin discapacidad son los siguientes: 1) La regla del "dos-contra-uno", y 2) la regla de "tres-en-el-área".
1. "2-contra-1". Sólo un jugador de cada equipo puede estar a menos de 3 metros de la pelota cuando está en juego. Si un compañero de uno u otro viene dentro de los 3 metros, el árbitro debe indicar infracción, así como otorgar un tiro libre indirecto. Esto obliga a los jugadores a extender el campo y evita que se obstruya de juego, lo que permite más libertad de juego. La única excepción a esta regla es que uno de los dos compañeros de equipo sea un portero dentro de su propia área de portería.
2. "3-en-el-del área". El equipo en defensa sólo puede tener 2 jugadores en su propia área de portería. Si un tercer jugador entra en el área, el árbitro puede detener el juego y otorgar un tiro libre indirecto al equipo contrario.

En el caso de cualquiera de estas infracciones (2-contra-1 y 3 en el área), el árbitro puede abstenerse de hacer pitar la infracción si el jugador en cuestión no está afectando a la jugada (similar al concepto del fuera de juego en el fútbol sin discapacidad).
Además, debido a que muchos de los jugadores no tienen la fuerza suficiente en la parte superior del cuerpo para lanzar el balón con sus brazos, cuando el balón sale por la línea de banda, los jugadores sacan con "el pie". En otras palabras, en lugar de un "saque de banda", el fútbol en silla motorizada tiene un "disparo de banda", además al ser un disparo se puede marcar gol directamente.
Golpear o chocar contra otro jugador intencionadamente puede dar lugar a una sanción.

## Equipamiento
Los jugadores están obligados a utilizar una silla eléctrica con 4 o más ruedas. La velocidad máxima permitida durante un partido es de 10 km/h , y los árbitros inspeccionan la velocidad de los jugadores antes del inicio de cada partido. Los jugadores deben llevar un cinturón de seguridad y protección para los pies. La pelota es una pelota de fútbol de gran tamaño (33 cm de diámetro).

## FIPFA
FIPFA (Fédération Internationale de Powerchair Football Association) se estableció en el 2006 para guiar el deporte y tiene su sede en París, Francia.

## Copa del Mundo
La primera Copa Mundial de Fútbol se celebró en Tokio, Japón, en octubre de 2007. La final se jugó el 13 de octubre, con victoria de los Estados Unidos sobre Francia.
El segundo torneo internacional se celebró en Francia, repitiendo los Estados Unidos el título de campeón.
El tercer torneo internacional se celebró en Australia, donde Francia acabó imponiéndose a Inglaterra en la final.

## Americas Champions Cup
La primera Americas Champions Cup se celebró en Atlanta, EE. UU. en octubre de 2009. El Atlanta Synergy es el equipo que más veces ha ganado la Americas Champions Cup, haciéndolo 2 veces seguidas. El Atlanta Synergy ganó la Americas Champions Cup 2010 ganando por 4 a 0 a los Tampa Thunder en una increíble final donde Atlanta confirmó su superioridad.